# Distrito de Amreli
Amreli (en guyaratí; અમરેલી જિલ્લો ) es uno de los 26 distritos administrativos del estado de Gujarat al oeste de la India. El centro administrativo es la ciudad de Amreli. El distrito ocupa un área de 7 397 km²
En Amreli se ubica el santuario nacional denominado Bosque Nacional Gir. Actualmente se está desarrollando como un centro de educaciónn. Código ISO: IN.GJ.AM.

## Historia
Se cree que en el año 534 Amreli existía como una ciudad llamada Anumanji. Luego de ello el nombre varió a Amlik y luego a Amravati. En Sánscrito el nombre de Amreli era Amarvalli.

## Demografía
Según censo 2011 contaba con una población total de 1 513 614 habitantes.

## Divisiones
El distrito comprende 12 talukas. Estas son: Amreli, Kunkavav Moti, Babra, Lathi, Lilia, Dhari, Khambha, Jafarabad, Bagasara, Rajula, Savar Kundla y Vadia.